# 日本神学校

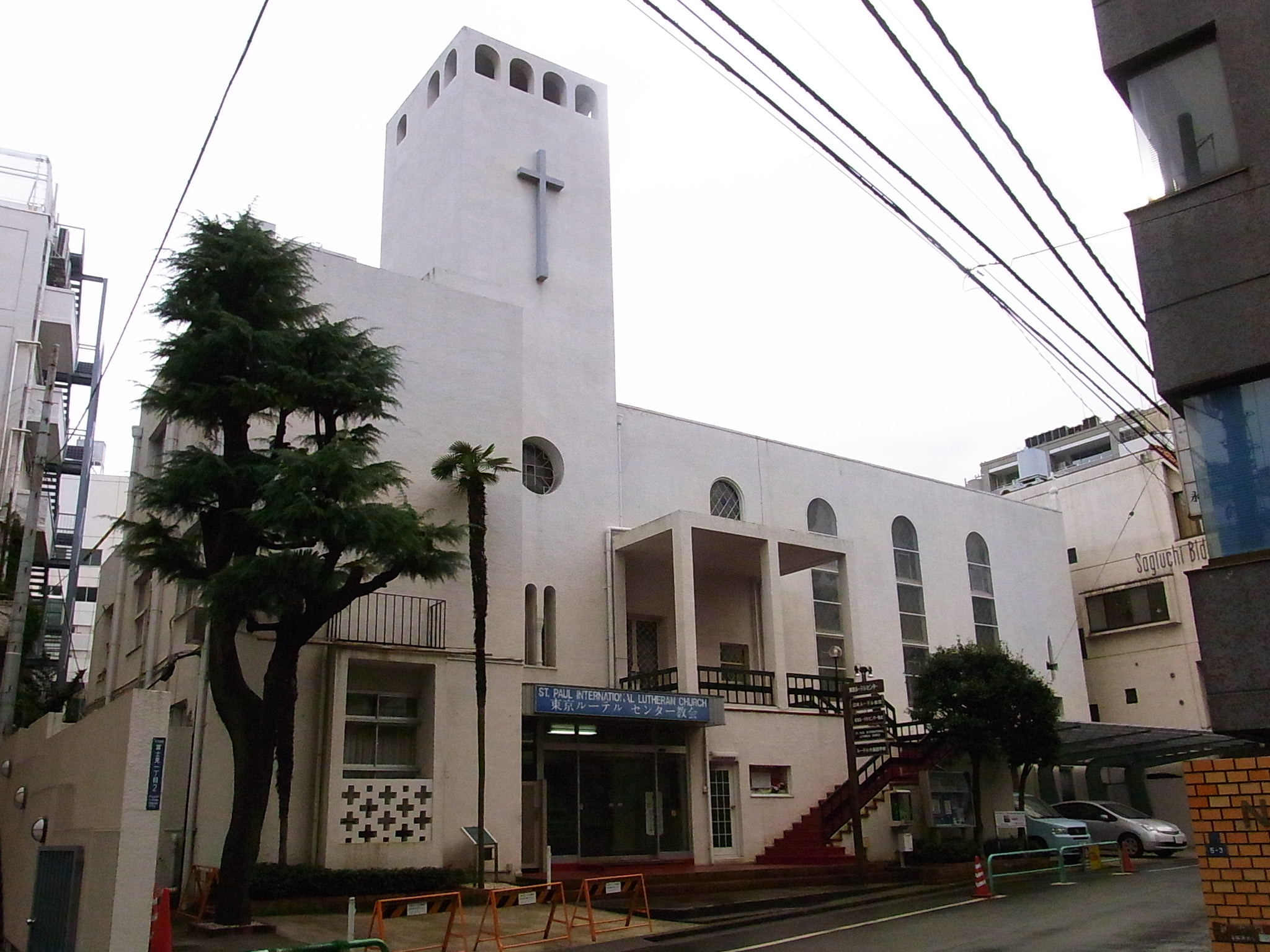
日本神学校校舎
（現・東京ルーテルセンター教会）

日本神学校（にほんしんがっこう、英語: Japan School of Theology）は、1930年から1943年まで東京に存在した、プロテスタントの日本基督教会（長老派）・超教派の神学校である。

## 沿革

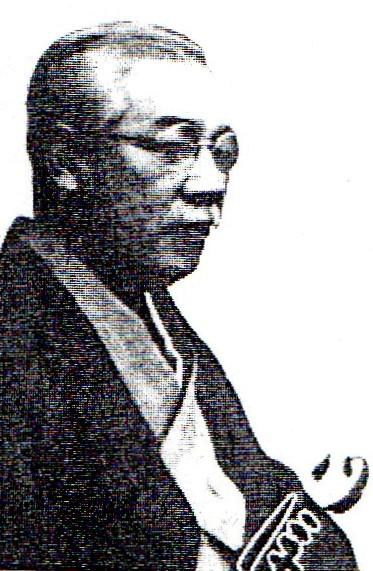
川添万寿得

1930年4月11日、明治学院神学部と東京神学社（1904年植村正久が設立）の合併により淀橋区角筈の旧明治学院神学部校舎で発足し、1937年には東北学院神学部も合流した。日本基督教会以外にも、同盟基督協会からも、木下弘人、白川藤太郎、相沢良一らが学んだ。校長は川添万寿得で、教頭が高倉徳太郎で教授陣は、桑田秀延、植村環、村田四郎、熊野義孝、A.K.ライシャワーなどであった。
1937年、東京市麹町区富士見町の東京神学社跡地に新校舎（建築設計・監督：長谷部竹腰建築事務所、請負：大倉土木、延床面積2,512.512m2）が建設され、日本基督教会の本部事務所も併設された。
しかし、1941年4月の日本基督教団結成を受けて日本神学校も東日本各地の神学校（青山学院神学部・日本バプテスト神学校・日本ルーテル神学専門学校・聖公会神学院・東亜神学校・日本一致神学校・東光学院とともに日本東部神学校への合流を余儀なくされて廃校となった（1943年）。
なお、改革長老派の神学校として、専門学校日本神学校（名古屋市中区）が存在するが（2010年創立）、戦前の日本神学校とは組織としての連続性はない。

## 歴代校長
- 川添万寿得：1930年 - 1932年
- 高倉徳太郎：1932年 - 1933年
- 村田四郎：1933年 - 1943年